# 野里住吉神社
野里住吉神社（のざとすみよしじんしゃ）は大阪市西淀川区野里に鎮座する神社。法人名は住吉神社。

## 祭神
- 底筒男命・中筒男命・表筒男命
- 息長帯比売命

## 歴史
永徳2年（1382年） - 野里川の合戦の際、戦勝祈願に足利義満が勧請したものと伝え、住吉大神宮と呼称されていたが、明治以降は住吉神社に改められている。
- 明治5年（1872年） - 村社に列せられる。
- 明治42年（1909年） - 神饌幣帛料供進社に指定される。
- 昭和40年（1965年） - 社殿改築。その時の出土品から、5～6世紀にはすでに神祠があったものと思われる[1]。

## 境内
- 淀川戎神社 事代主命・大國主命
- 五座相殿社 草祖神・菅原道真・春日大神・八幡大神・八百万大神
- 事平神社 事平大神
- 月頼大明神
- 勝雄木稲荷神社
- 源次郎稲荷
- 遙拝所
- 乙女塚「瀧の池」の跡地

## 文化財
- 野里の一夜官女 大阪府指定民俗文化財（昭和47年3月31日指定）江戸時代・元禄以前。

『摂津名所図会』に「この里の民家より十二、三ばかりの女子に女裳を改め神供を備ふ。これを野里の一夜官女といふ」とある。風水害と悪疫で「泣き村」と呼ばれた野里は、毎年子女を1月20日丑三ツ時に唐櫃に入れて人身御供とした。これを岩見重太郎が大きな「猅々」を退治して救ったと伝え、村の災厄除けの祭りとして今に伝える。明治40年（1907年）より2月20日に改められた。神饌を入れる桶は元禄15年（1702年）に作成されたもの。三善貞司は「大蛇退治から猅々に変わったのは、明治44年（1911年）刊の加藤玉秀『石見重太郎』（立川文庫）から」と指摘している。

## 交通アクセス
- 西日本旅客鉄道（JR西日本）塚本駅（東海道本線）より西に徒歩10分